# Pokolj u Vrbici
Pokolj u Vrbici bio je ratni zločin Armije Republike Bosne i Heregovine nad Hrvatima iz tadašnje općine Zavidovići. Počinile su ga 10. rujna 1993. godine. Počinile su ga tijekom bošnjačko-hrvatskog sukoba. 
U selu Vrbica pripadnici Armije BiH brutalno su ubili 6 tamošnjih Hrvata. Tog dana izvele su snažni topnički napad na Vrbicu izvele. Od topničkih granata poginulo je šest, a ranjeno 14 hrvatskih mještana. 
Za još dvoje civila se zna da su ubili iz pješačkog oružja.

## Vanjske poveznice
- Hercegbosna.org Ivica Mlivončić: Ratni zločini muslimanskih snaga nad Hrvatima Bosne i Hercegovine
- Ivica Mlivončić: Ratni zločini muslimanskih snaga nad Hrvatima Bosne i Hercegovine  Arhivirana inačica izvorne stranice od 13. ožujka 2018. (Wayback Machine)
- Zločini Armije BiH nad Hrvatima u Domovinskom ratu  Arhivirana inačica izvorne stranice od 4. ožujka 2016. (Wayback Machine)